# Mount Bushnell State Park
Mount Bushnell State Park  ist ein State Park im US-Bundesstaat Connecticut auf dem Gebiet der Gemeinde Washington, südlich des Lake Waramaug. Im Park kann man wandern, doch gibt es nur wenig Informationen und kaum Ausblicke auf den See.

## Geographie
Der Mount Bushnell State Park erstreckt sich auf 87 ha (247 acre) über die Berge südlich des Lake Waramaug. Der nächstgelegene State Park ist der Lake Waramaug State Park auf der gegenüberliegenden Seite (Nordwesten) des Sees. Weiter westlich liegt das Iron Mountain Preserve. Die höchsten Erhebungen im Park sind der Mount Bushnell mit 359 m (1178 ft) und der Tinker Hill mit 320 m (1050 ft) über dem Meer, die sich mehr als 100 m über dem Südufer des Lake Waramaug erheben.